# Танець святого Віта
Танець святого Віта (лат. Chorea sancti viti; можливо є проявом хореї Сіденгама  /малої хореї) — розлад центральної нервової системи, що характеризується мимовільними рухами тулуба, кінцівок, голови, м'язів обличчя; клінічний симптом уражень головного мозку при ревматизмі або дегенеративних змінах у корі головного мозку.